# Autódromo Gustavo Felo Rivera
El Autódromo Gustavo Felo Rivera es un autódromo situado en la parte suroeste de la ciudad de Quilpué en la Región de Valparaíso, Chile.
El circuito alberga competencias de automovilismo amateur, donde compiten categorías de motociclismo, Fiat 600 y automóviles de motores que varían desde 1300 cc a 2000cc.
En la actualidad, el circuito se utiliza solo en sentido antihorario.

## Categorías actuales
Las categorías de automóviles que compiten actualmente son las siguientes:
- Monomarca Fiat 600 (corrida desde 1985, ha tenido distintos nombres a lo largo de su historia: "Fiat Sport 850" desde 1996 a 2001, "Fiat Turismo 600" desde 2002 a 2003, "Fórmula Aragón "Copa Neumáticos Escartin" en 2004 y vuelto a llamar Monomarca Fiat 600 desde 2005 a la actualidad).
- Monomarca Nissan V16 corrida desde 2019. Refundido con la Monomarca Fiat 125 el año de su debut y desde 2020 corre de manera independiente.
- Monomarca Lada Samara (corrida desde 2007 hasta 2019. En 2020 corría refundida con la Monomarca Fiat 125 y llamada Clase 2. Desde 2023 vuelve a correr de manera independiente).
- Turismo Nacional Chile: O también llamado TN Chile. Categoría que unifica tanto los anteriores GT1600 (con motores inyectados) como los TRC1650 (con motores carburados). Fue creada el año 2015 y se presentó en varios circuitos de Chile ese año. Desde 2018, cuando pilotos de otras ciudades corrían en la Villa Olímpica, se presentaba para cerrar el espectáculo. Actualmente reúne pilotos de todo el país y con el objetivo de unificar la mayoría de las categorías multimarca hasta 1600 cc.
- Turismo Fiat (Categoría corrida desde 2023 que agrupa distintos modelos de Fiat como los 125, Uno y Duna).
- TC4000 (anteriormente llamada Daytona y posteriormente "Turismo Carretera", corrida desde 1993).
- TC2000 Light Categoría que reúne autos preparados hasta los 2000 c.c. (corrida desde 2011).

Las categorías nacionales que se han presentado en este circuito, han sido las siguientes:
- Citrocross (El autodromo en su época con superficie de tierra, fue sede una de las fechas de este campeonato en la temporada 1987)
- Fórmula Tres (corrida desde 2005, posteriormente en 2007 y la última carrera de exhibición fue disputada ahí fue en 2017, desde 2018 realiza su campeonato de manera esporádica).
- StockCar (corrida desde 2008 hasta 2014).

Cada categoría tiene su reglamento particular el cual debe cumplir cada piloto y su equipo para participar en las competencias.
Al terminar cada carrera los autos son pesados y destapados para verificar que cumplen con el reglamento.

## Categorías anteriores
Antiguamente, había otras categorías que componían el programa de carreras, actualmente desaparecidas y eran las siguientes:
- Citroën Potenciado (corrida desde 1986 hasta ser descontinuada en 2015).
- Categoría 0-850 c.c. (categoría fundadora de las competencias en el autódromo, estaba compuesta en un principio por vehículos de distintas marcas con motores hasta 850 c.c., posteriormente fue llamada Fuerza Libre Menor, era refundida con los Citroën Potenciados, Fiat 600 (estándar y preparados) y durante algunas temporadas, los Sport 5, descontinuada en 2004).
- Fuerza Libre Intermedia (categoría que agrupaba vehículos de las categorías "TQ 1300-1600 c.c." y "TQ 2000", corrida desde 1999 hasta ser descontinuada en 2002).
- Fuerza Libre Mayor (categoría que en un principio reunía vehículos de alta cilindrada, posteriormente era refundida con los Turismo 250, Daytona 6 Cilindros y Super Daytona V8, corrida desde 1985 hasta ser descontinuada en 2006).
- Fiat 600 Standard (Categoría creada de tipo "Promocional" o de "iniciación", estaba compuesta por los mismos Fiat 600 pero con una preparación mucho menor a diferencia de sus paralelas Monomarca Fiat 600, Fiat Sport 850 y Turismo 600, disputada desde 1985 hasta 1990, Regresa como categoría en 1996 y desde el año siguiente adquiere el nombre de "Fiat Monomarca 600" hasta 2003, cuando para el año siguiente, cambia el nombre a Fiat 600 Principiantes).
- Fiat 600 Principiantes (sucesora de la Fiat 600 Standard, corrida desde 2004 hasta ser descontinuada en 2008).
- Fiat Sport 850 (sucesora de la Monomarca Fiat 600, corrida desde 1996 hasta ser descontinuada en 2001).
- Fiat Turismo 600 (sucesora de la Fiat Sport 850, corrida desde 2002 hasta ser descontinuada en 2003 cuando unifican el reglamento para ser llamada  "Fórmula Aragón "Copa Neumáticos Escartin".).
- Fórmula Aragón "Copa Neumáticos Escartin (sucesora de la Fiat Turismo 600 y la Fiat 600 Standard, corrida desde 2004 y descontinuada el mismo año cuando la categoría es rebautizada como "Monomarca Fiat 600" hasta la actualidad).
- Turismo Carretera 4.2 y 5.7 "Copa Lubricantes Motul": (sucesora de la Daytona 6 Cilindros y Super Daytona V8 respectivamente, corrida desde 2002 hasta ser descontinuada en 2005 y vuelto a llamar con su antiguo nombre hasta 2011 cuando cambian a TC4000).
- Fomento 46: (categoría fundadora de las competencias en el autódromo junto a la 0-850 c.c., estaba compuesta por cupés de los años 30 y 40, su nombre deriva de que los autos tenían como reglamento, tener carrocería y motores hasta el año 1946, descontinuada en 1981).
- Turismo 51: (sucesora del Fomento 46, el nombre cambia ya que extendieron el reglamento a tener vehículos y mecánica hasta el año 1951, corrida desde 1982 hasta 1992 cuando la categoría cambia de nombre).
- Turismo 250: (sucesora del Turismo 51 , el nombre proviene de los caballos de fuerza máximos que debían tener los motores, que eran 250 HP. corrida desde 1993 hasta ser descontinuada en 1997).
- Fomento 51: (categoría "promocional" o de "trampolin" a la Turismo 51. Estaba compuesta por cupés de las décadas del 30 y 40, siendo creada debido a la gran cantidad de participantes en el Turismo 51, en el cual, fueron separados los autos más lentos para crear el Fomento 51. Siendo el campeón ascendido a participar en el Turismo 51 del año siguiente, corrida desde 1983 hasta ser descontinuada en 1990).
- Sport Nacional (llamada también Sport 5, corrida desde 1999 hasta ser descontinuada en 2001 y regresa a modo de exhibición en 2015).
- TQ 1300-1600 c.c. (categoría multimarca corrida desde 1999 hasta ser descontinuada en 2003).
- TR1600 c.c. (categoría corrida desde 2004 hasta ser descontinuada en 2011 cuando es dividida en GT1600 Y TRC1650 respectivamente).
- TQ2000 (categoría corrida desde 1998 hasta ser descontinuada en 2003).
- Top Racing: categoría multimarca, similar a la actual GT1600, solo se disputó en el año 2008.
- Monomarca Fiat 125 (corrida desde 2006. En 2019 corrió refundido con la Monomarca Nissan V16, desde 2020 hasta 2022 corrió junto a los lada como clase 2 y desde 2023 corren junto a los Fiat uno y duna en la turismo Fiat 1.6
- GT1600 (anteriormente llamada TQ 1300-1600 c.c. corrida desde 1999 y con el nuevo nombre desde 2010, desde 2021 se unifica con la TRC1650 para crear el TN Chile).
- TRC1650 (anteriormente llamada TQ 1300-1600 c.c. corrida desde 1999 y con su nuevo nombre desde 2011 desde 2021 se unifica con la GT1600 para crear el TN Chile).
- Clase 2: Categoría que agrupa a vehículos hasta 1.500 c.c., en ella se unificaron tanto la Monomarca Fiat 125, la Monomarca Lada Samara y algunos pilotos de la TRC1650. (Corrida desde 2020)

- Datos: Q2836291